# Hans Jagenburg
Hans Rudolf Jagenburg (ur. 18 sierpnia 1894 w Rydboholm, zm. 5 stycznia 1971) – szwedzki lekkoatleta.

## Kariera
Na Letnich Igrzyskach Olimpijskich 1920 zajął 9. miejsce w konkursie skoku wzwyż.